# Bahnstrecke Angermünde–Stralsund
| Verlauf der Angermünde-Stralsunder Eisenbahn |                                                                     |                                                 |                                                 |
| Streckennummer (DB): | 6081                                                                |                                                 |                                                 |
| Kursbuchstrecke (DB): | 175 Pasewalk–Jatznick 193 Züssow–Stralsund 203 Angermünde–Stralsund |                                                 |                                                 |
| Kursbuchstrecke: | 109 (1934) 109d (Ducherow – Angermünde 1934) 122 (1946)             |                                                 |                                                 |
| Streckenlänge: | 170,1 km                                                            |                                                 |                                                 |
| Spurweite: | 1435 mm (Normalspur)                                                |                                                 |                                                 |
| Streckenklasse: | D4                                                                  |                                                 |                                                 |
| Stromsystem: | 15 kV 16,7 Hz ~                                                     |                                                 |                                                 |
| Streckengeschwindigkeit: | 120 km/h                                                            |                                                 |                                                 |
| Zugbeeinflussung: | PZB                                                                 |                                                 |                                                 |
| Zweigleisigkeit: | Angermünde–Stralsund Hbf                                            |                                                 |                                                 |
| |                                                                     |                                                 |                                                 |
| \| \| \| von Rostock \| \| \| \| \| von Tribsees \| \| \| \| 240,752 \| Stralsund Hbf \| ⊙ \| \| \| \| Bundesstraße 96 \| \| \| \| \| nach Stralsund Hafen \| \| \| \| \| nach Sassnitz \| \| \| \| 238,267 \| Stralsund SRG \| Stralsund SRG \| \| \| \| nach Neubrandenburg \| \| \| \| \| Stralsund-Andershof (geplant)[1] \| \| \| \| \| Bundesstraße 96 \| \| \| \| 231,135 \| Wüstenfelde (ehem. Bf) \| ⊙ \| \| \| \| Bundesstraße 96 \| \| \| \| 225,824 \| Miltzow \| ⊙ \| \| \| 220,406 \| Jeeser \| ⊙ \| \| \| 216,5 \| Mesekenhagen \| Mesekenhagen \| \| \| \| Bundesstraße 105 \| \| \| \| \| nach Grimmen \| \| \| \| 210,7485 \| Ryck \| Ryck \| \| \| \| von Greifswald Hafen \| \| \| \| 209,609 \| Greifswald \| ⊙ \| \| \| \| Greifswald–Wolgast (750 mm) \| \| \| \| 207,030 \| Greifswald Süd \| ⊙ \| \| \| \| Bundesstraße 109 \| \| \| \| 204,286 \| Schönwalde (Abzw) \| Schönwalde (Abzw) \| \| \| \| nach Lubmin \| \| \| \| 201,600 \| Guest \| Guest \| \| \| 198,170 \| Groß Kiesow (ehem. Bf) \| ⊙ \| \| \| \| Bundesstraße 111 \| \| \| \| 191,830 \| Züssow \| ⊙ \| \| \| \| nach Wolgast \| \| \| \| 184,485 \| Klein Bünzow (ehem. Bf) \| ⊙ \| \| \| 181,4485 \| Salchower Weiche \| Salchower Weiche \| \| \| \| Anklam–Lassan (600 mm) \| \| \| \| \| Bundesstraße 109, Bundesstraße 110 \| \| \| \| \| Eisenbahnüberführung Peenebrücke Anklam, Peene \| \| \| \| \| Anklam Hafen \| \| \| \| 175,329 \| Anklam \| ⊙ \| \| \| \| Anklam–Leopoldshagen (600 mm) \| \| \| \| 168,5 \| Bk Aurose \| Bk Aurose \| \| \| \| von Świnoujście \| \| \| \| 163,197 \| Ducherow \| ⊙ \| \| \| 157,300 \| Borckenfriede \| Borckenfriede \| \| \| \| Bundesstraße 109 \| \| \| \| 151,500 \| Zarow \| Zarow \| \| \| 150,216 \| Ferdinandshof (ehem. Bf) \| ⊙ \| \| \| \| von Ueckermünde \| \| \| \| 142,880 \| Jatznick \| ⊙ \| \| \| \| Bundesstraße 109 \| \| \| \| 138,064 \| Sandförde (ehem. Bf) \| ⊙ \| \| \| 135,100 \| Abzw Belling nach Neubrandenburg \| Abzw Belling nach Neubrandenburg \| \| \| \| von Neubrandenburg \| \| \| \| 132,262 \| Pasewalk (Keilbahnhof) \| 7 m ü. NHN ⊙ \| \| \| \| nach Szczecin \| \| \| \| \| Bundesstraße 109 \| \| \| \| 127,600 \| Bk Papendorf (Kr Pasewalk) \| Bk Papendorf (Kr Pasewalk) \| \| \| \| Ueckertalbrücke, Bundesautobahn 20 \| \| \| \| \| \| \| \| \| \| Landesgrenze Mecklenburg-Vorpommern–Brandenburg \| \| \| \| \| \| \| \| \| 121,974 \| Nechlin \| ⊙ \| \| \| 119,600 \| Uecker \| Uecker \| \| \| 116,500 \| Dauer \| Dauer \| \| \| 111,600 \| Abzw Blindow \| Abzw Blindow \| \| \| \| nach Templin \| \| \| \| \| Bundesstraße 109 \| \| \| \| \| von Templin und Strasburg \| \| \| \| \| von Damme \| \| \| \| 108,290 \| Prenzlau \| 30 m ü. NHN ⊙ \| \| \| \| Bundesstraße 198 \| \| \| \| 102,400 \| Bk Seelübbe \| Bk Seelübbe \| \| \| 96,472 \| Seehausen (Uckerm) (ehem. Bf) \| ⊙ \| \| \| 95,000 \| Quast \| Quast \| \| \| 91,926 \| Warnitz (Uckerm) (ehem. Bf) \| ⊙ \| \| \| 88,600 \| Bk Melzow \| Bk Melzow \| \| \| \| Bundesautobahn 11 \| \| \| \| 83,880 \| Wilmersdorf (b Angermünde) \| ⊙ \| \| \| 79,600 \| Greiffenberg (Uckerm) (ehem. Bf) \| Greiffenberg (Uckerm) (ehem. Bf) \| \| \| 75,000 \| Abzw Erichshagen \| Abzw Erichshagen \| \| \| \| Verbindungskurve nach Abzw Kerkow \| \| \| \| \| von Szczecin \| \| \| \| \| Bundesstraße 198 \| \| \| \| \| von Schwedt \| \| \| \| 70,670 \| Angermünde \| 48 m ü. NHN ⊙ \| \| \| \| nach Bad Freienwalde \| \| \| \| \| nach Berlin Nordbf \| \| \| \| \| \| \| \| Quellen: [2][3] \| \| \| \| |                                                                     |                                                 |                                                 |
| Strecke |                                                                     | von Rostock                                     | von Rostock                                     |
| Abzweig geradeaus und ehemals von rechts |                                                                     | von Tribsees                                    | von Tribsees                                    |
| Bahnhof | 240,752                                                             | Stralsund Hbf                                   | ⊙                                               |
| Strecke mit Straßenbrücke |                                                                     | Bundesstraße 96                                 | Bundesstraße 96                                 |
| Abzweig geradeaus und nach links |                                                                     | nach Stralsund Hafen                            | nach Stralsund Hafen                            |
| Abzweig geradeaus, nach links und von links |                                                                     | nach Sassnitz                                   | nach Sassnitz                                   |
| Blockstelle | 238,267                                                             | Stralsund SRG                                   | Stralsund SRG                                   |
| Abzweig geradeaus und nach rechts |                                                                     | nach Neubrandenburg                             | nach Neubrandenburg                             |
| ehemaliger Haltepunkt / Haltestelle |                                                                     | Stralsund-Andershof (geplant)                   | Stralsund-Andershof (geplant)                   |
| Strecke mit Straßenbrücke |                                                                     | Bundesstraße 96                                 | Bundesstraße 96                                 |
| Haltepunkt / Haltestelle | 231,135                                                             | Wüstenfelde (ehem. Bf)                          | ⊙                                               |
| Brücke |                                                                     | Bundesstraße 96                                 | Bundesstraße 96                                 |
| Bahnhof | 225,824                                                             | Miltzow                                         | ⊙                                               |
| Haltepunkt / Haltestelle | 220,406                                                             | Jeeser                                          | ⊙                                               |
| ehemaliger Bahnhof | 216,5                                                               | Mesekenhagen                                    | Mesekenhagen                                    |
| Strecke mit Straßenbrücke |                                                                     | Bundesstraße 105                                | Bundesstraße 105                                |
| Abzweig geradeaus und ehemals von rechts |                                                                     | nach Grimmen                                    | nach Grimmen                                    |
| Brücke über Wasserlauf | 210,7485                                                            | Ryck                                            | Ryck                                            |
| Abzweig geradeaus und von links |                                                                     | von Greifswald Hafen                            | von Greifswald Hafen                            |
| Bahnhof | 209,609                                                             | Greifswald                                      | ⊙                                               |
| Kreuzung (Querstrecke außer Betrieb) |                                                                     | Greifswald–Wolgast (750 mm)                     | Greifswald–Wolgast (750 mm)                     |
| Haltepunkt / Haltestelle | 207,030                                                             | Greifswald Süd                                  | ⊙                                               |
| Strecke mit Straßenbrücke |                                                                     | Bundesstraße 109                                | Bundesstraße 109                                |
| Blockstelle | 204,286                                                             | Schönwalde (Abzw)                               | Schönwalde (Abzw)                               |
| Abzweig geradeaus und nach links |                                                                     | nach Lubmin                                     | nach Lubmin                                     |
| ehemaliger Dienststation / Betriebs- oder Güterbahnhof | 201,600                                                             | Guest                                           | Guest                                           |
| Haltepunkt / Haltestelle | 198,170                                                             | Groß Kiesow (ehem. Bf)                          | ⊙                                               |
| Bahnübergang |                                                                     | Bundesstraße 111                                | Bundesstraße 111                                |
| Bahnhof | 191,830                                                             | Züssow                                          | ⊙                                               |
| Abzweig geradeaus und nach links |                                                                     | nach Wolgast                                    | nach Wolgast                                    |
| Haltepunkt / Haltestelle | 184,485                                                             | Klein Bünzow (ehem. Bf)                         | ⊙                                               |
| ehemaliger Haltepunkt / Haltestelle | 181,4485                                                            | Salchower Weiche                                | Salchower Weiche                                |
| Kreuzung (Querstrecke außer Betrieb) |                                                                     | Anklam–Lassan (600 mm)                          | Anklam–Lassan (600 mm)                          |
| Strecke mit Straßenbrücke |                                                                     | Bundesstraße 109, Bundesstraße 110              | Bundesstraße 109, Bundesstraße 110              |
| Brücke über Wasserlauf |                                                                     | Eisenbahnüberführung Peenebrücke Anklam, Peene  | Eisenbahnüberführung Peenebrücke Anklam, Peene  |
| Abzweig geradeaus und von rechts |                                                                     | Anklam Hafen                                    | Anklam Hafen                                    |
| Bahnhof | 175,329                                                             | Anklam                                          | ⊙                                               |
| Kreuzung (Querstrecke außer Betrieb) |                                                                     | Anklam–Leopoldshagen (600 mm)                   | Anklam–Leopoldshagen (600 mm)                   |
| ehemalige Blockstelle | 168,5                                                               | Bk Aurose                                       | Bk Aurose                                       |
| Abzweig geradeaus und ehemals von links |                                                                     | von Świnoujście                                 | von Świnoujście                                 |
| Bahnhof | 163,197                                                             | Ducherow                                        | ⊙                                               |
| ehemaliger Bahnhof | 157,300                                                             | Borckenfriede                                   | Borckenfriede                                   |
| Bahnübergang |                                                                     | Bundesstraße 109                                | Bundesstraße 109                                |
| Brücke über Wasserlauf | 151,500                                                             | Zarow                                           | Zarow                                           |
| Haltepunkt / Haltestelle | 150,216                                                             | Ferdinandshof (ehem. Bf)                        | ⊙                                               |
| Abzweig geradeaus und von links |                                                                     | von Ueckermünde                                 | von Ueckermünde                                 |
| Bahnhof | 142,880                                                             | Jatznick                                        | ⊙                                               |
| Bahnübergang |                                                                     | Bundesstraße 109                                | Bundesstraße 109                                |
| Haltepunkt / Haltestelle | 138,064                                                             | Sandförde (ehem. Bf)                            | ⊙                                               |
| Abzweig geradeaus und ehemals nach rechts | 135,100                                                             | Abzw Belling nach Neubrandenburg                | Abzw Belling nach Neubrandenburg                |
| Abzweig geradeaus und von rechts |                                                                     | von Neubrandenburg                              | von Neubrandenburg                              |
| Bahnhof | 132,262                                                             | Pasewalk (Keilbahnhof)                          | 7 m ü. NHN ⊙                                    |
| Abzweig geradeaus und nach links |                                                                     | nach Szczecin                                   | nach Szczecin                                   |
| Strecke mit Straßenbrücke |                                                                     | Bundesstraße 109                                | Bundesstraße 109                                |
| ehemalige Blockstelle | 127,600                                                             | Bk Papendorf (Kr Pasewalk)                      | Bk Papendorf (Kr Pasewalk)                      |
| Strecke mit Straßenbrücke |                                                                     | Ueckertalbrücke, Bundesautobahn 20              | Ueckertalbrücke, Bundesautobahn 20              |
| |                                                                     |                                                 |                                                 |
| Grenze |                                                                     | Landesgrenze Mecklenburg-Vorpommern–Brandenburg | Landesgrenze Mecklenburg-Vorpommern–Brandenburg |
| |                                                                     |                                                 |                                                 |
| Haltepunkt / Haltestelle | 121,974                                                             | Nechlin                                         | ⊙                                               |
| Brücke über Wasserlauf | 119,600                                                             | Uecker                                          | Uecker                                          |
| ehemaliger Bahnhof | 116,500                                                             | Dauer                                           | Dauer                                           |
| ehemalige Blockstelle | 111,600                                                             | Abzw Blindow                                    | Abzw Blindow                                    |
| Abzweig geradeaus und ehemals nach rechts |                                                                     | nach Templin                                    | nach Templin                                    |
| Strecke mit Straßenbrücke |                                                                     | Bundesstraße 109                                | Bundesstraße 109                                |
| Abzweig geradeaus und von rechts |                                                                     | von Templin und Strasburg                       | von Templin und Strasburg                       |
| Abzweig geradeaus und ehemals von links |                                                                     | von Damme                                       | von Damme                                       |
| Bahnhof | 108,290                                                             | Prenzlau                                        | 30 m ü. NHN ⊙                                   |
| Brücke |                                                                     | Bundesstraße 198                                | Bundesstraße 198                                |
| ehemalige Blockstelle | 102,400                                                             | Bk Seelübbe                                     | Bk Seelübbe                                     |
| Haltepunkt / Haltestelle | 96,472                                                              | Seehausen (Uckerm) (ehem. Bf)                   | ⊙                                               |
| ehemaliger Haltepunkt / Haltestelle | 95,000                                                              | Quast                                           | Quast                                           |
| Haltepunkt / Haltestelle | 91,926                                                              | Warnitz (Uckerm) (ehem. Bf)                     | ⊙                                               |
| ehemalige Blockstelle | 88,600                                                              | Bk Melzow                                       | Bk Melzow                                       |
| Strecke mit Straßenbrücke |                                                                     | Bundesautobahn 11                               | Bundesautobahn 11                               |
| Bahnhof | 83,880                                                              | Wilmersdorf (b Angermünde)                      | ⊙                                               |
| ehemaliger Bahnhof | 79,600                                                              | Greiffenberg (Uckerm) (ehem. Bf)                | Greiffenberg (Uckerm) (ehem. Bf)                |
| ehemalige Blockstelle | 75,000                                                              | Abzw Erichshagen                                | Abzw Erichshagen                                |
| Abzweig geradeaus und ehemals nach links |                                                                     | Verbindungskurve nach Abzw Kerkow               | Verbindungskurve nach Abzw Kerkow               |
| Abzweig geradeaus und von links |                                                                     | von Szczecin                                    | von Szczecin                                    |
| Strecke mit Straßenbrücke |                                                                     | Bundesstraße 198                                | Bundesstraße 198                                |
| Abzweig geradeaus und von links |                                                                     | von Schwedt                                     | von Schwedt                                     |
| Bahnhof | 70,670                                                              | Angermünde                                      | 48 m ü. NHN ⊙                                   |
| Abzweig geradeaus und ehemals nach links |                                                                     | nach Bad Freienwalde                            | nach Bad Freienwalde                            |
| Strecke |                                                                     | nach Berlin Nordbf                              | nach Berlin Nordbf                              |
| |                                                                     |                                                 |                                                 |
| Quellen: |                                                                     |                                                 |                                                 |

Die Bahnstrecke Angermünde–Stralsund ist eine zweigleisige, elektrifizierte Hauptbahn im Nordosten der Bundesländer Brandenburg und Mecklenburg-Vorpommern, die ursprünglich von der Berlin-Stettiner Eisenbahn-Gesellschaft erbaut und betrieben wurde. Sie zweigt in Angermünde von der Bahnstrecke Berlin–Szczecin ab und führt über Anklam und Greifswald nach Stralsund.
Die Strecke ist Teil der überregionalen Fernverbindung von Berlin nach Sassnitz (Vorpommern-Magistrale) und weiter per Fährverbindung nach Schweden. Sie gehört zu den ältesten Eisenbahnstrecken Vorpommerns.

## Streckenverlauf
Die Bahn beginnt am Bahnhof Angermünde, wo die Strecke nördlich von diesem aus der Hauptbahn Berlin–Szczecin (Stettin) ausfädelt. Sie führt zunächst entlang der Uckermärkischen Seen und dem sich anschließenden Fluss Ucker (bzw. Uecker) über Prenzlau nach Pasewalk. Die Landesgrenze zwischen Brandenburg und Mecklenburg-Vorpommern wird etwa 1.800 Meter nördlich des Bahnhofs Nechlin passiert. Die Strecke schwenkt hinter Pasewalk nach Nordwesten und führt mit einem überwiegend geradlinigen Verlauf durch die Ausläufer der Ueckermünder Heide. Bei Ferdinandshof werden für wenige hundert Meter die Ausläufer der Friedländer Großen Wiese passiert. Über Ducherow, bis 1945 Ausgangspunkt einer Zweigbahn nach Heringsdorf, geht es nach Anklam. Etwa fünf Kilometer vor dem Anklamer Bahnhof wendet sich die Strecke nun stärker nach Nordwesten. Über Züssow führt die Strecke weiter in Richtung Greifswald. Die Bahn führt den letzten Abschnitt bis nach Stralsund im Abstand von etwa fünf Kilometern parallel zur Küste. Vor Stralsund führt die Bahn wieder stärker in Richtung Norden und endet schließlich am Stralsunder Hauptbahnhof in der Tribseer Vorstadt.
Da die Bahn durch teilweise mooriges Gelände führt und in ihrem Verlauf mehrere kleinere und mittlere Fließgewässer quert, waren mehrere Brücken und Durchlässe notwendig. Größere Brückenbauten bestehen unter anderem bei der Querung des Ryck bei Greifswald sowie der Zarow bei Ferdinandshof. Die 1907 als Klappbrücke neu errichtete Peenebrücke Anklam stellte jedoch das mit Abstand komplizierteste Ingenieurbauwerk dar.
Zusätzlich quert die Bahn in ihrem Verlauf mehrere Bundesstraßen und -autobahnen, darunter die A 20, die die Strecke im Zuge der Ueckertalbrücke quert. Die B 109 verläuft zwischen Prenzlau und Greifswald weitgehend parallel zur Strecke und quert diese insgesamt sechsmal.

## Geschichte

### Vorgeschichte und Bau

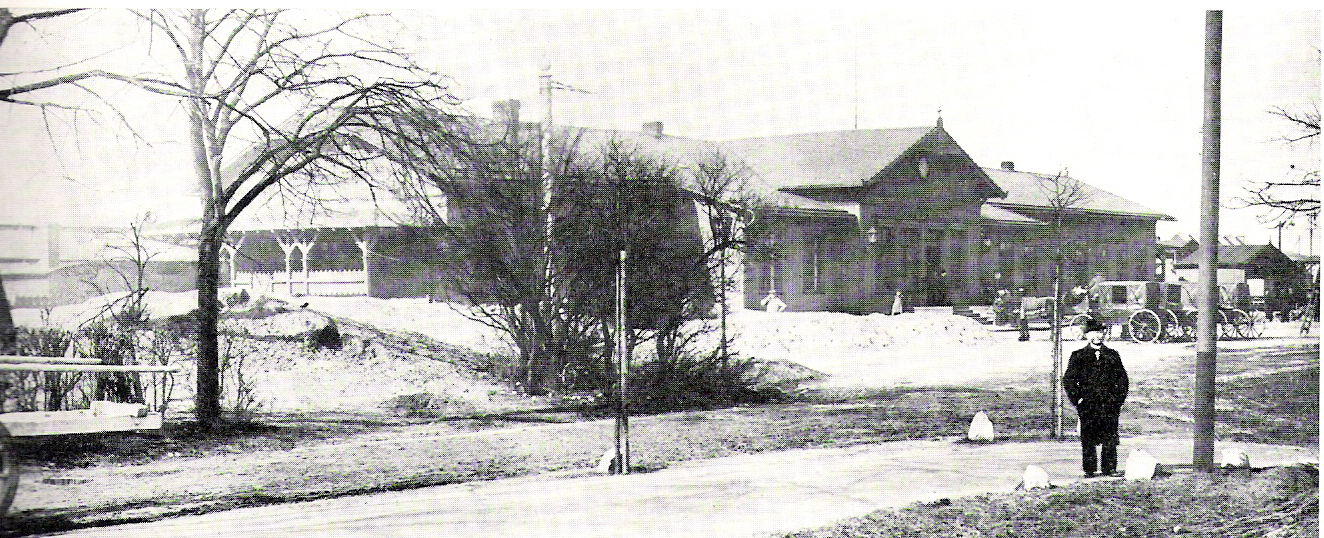
Ansicht des Stralsunder Bahnhofs um 1870

Die ersten Pläne zum Bau einer Zweigbahn in Richtung Vorpommern kamen in Zusammenhang mit der Errichtung der Hauptbahn Berlin–Stettin ab 1837 auf. Die Stadt Prenzlau trat dabei an das Komitee der Berlin-Stettiner Eisenbahn-Gesellschaft (BStE) heran, mit der Absicht, dass die Trasse der Strecke nach Stettin so nah wie möglich an die Stadt herangeführt werden sollte. Der preußische Wegebauinspekteur Friedrich Neuhaus, der die verschiedenen Trassenvarianten untersuchte, befürwortete ebenfalls die Auffassung der Prenzlauer. Zwei Jahre später versuchte daher eine Deputation der Prenzlauer über eine Zuwendung in Höhe von umgerechnet 30.000 bis 50.000 Mark das Komitee entsprechend umzustimmen. Zudem machten sie die Vorteile einer nördlichen Trassierung über Prenzlau gegenüber einer Direktverbindung deutlich. Diese betrafen vor allem die geringeren Terrainschwierigkeiten beim Bau der Bahn als auch die Anbindung des Zentrums der Uckermark an das Eisenbahnnetz. Durch den erwarteten wirtschaftlichen Aufschwung hoffte man die Gesellschaft, die entsprechend ihre Rendite erhielt, umzustimmen.
Das Komitee der BStE ging zunächst auf die Vorschläge ein und erklärte sich bereit, die Bahn bis auf zwei Kilometer an Prenzlau heranzuführen. Die direkte Erschließung sollte dann bei Bedarf über eine Zweigbahn erfolgen. An eine spätere Verlängerung dieser zu den vorpommerschen Hafenstädten wurde dabei ebenfalls gedacht. Ein erster Kontakt zu diesen wurde bereits aufgenommen, allerdings verlangte die BStE die finanzielle Beteiligung Prenzlaus und der Hafenstädte, sollte es zu einem Bau kommen. Da Prenzlau diese jedoch ablehnte, entschied sich die BStE in Bezug auf ihre Stammstrecke für eine südlichere Trasse. Der Prenzlauer Magistrat bewirkte jedoch die Einrichtung eines Bahnhofs in Passow sowie die Anlage einer Chaussee zwischen beiden Orten, womit zumindest eine erste Verbindung zur Strecke ab 1843 gewährleistet werden konnte.
In den Folgejahren bemühten sich die Prenzlauer weiterhin um einen Anschluss und hofften dabei auf die Unterstützung der vorpommerschen Hafenstädte, vor allem nachdem bereits 1842 Pläne zum Bau einer Direktverbindung von Berlin über Neustrelitz nach Stralsund aufkamen. Da absehbar war, dass zunächst nur eine Bahn gebaut werden konnte, war die Konkurrenz zwischen den Verfechtern beider Vorhaben entsprechend groß. Die vorpommerschen Städte sahen sich allerdings im Vorteil, da die als „Berliner Nordbahn“ bezeichnete Konkurrenzverbindung durch mecklenburgisches Gebiet führen musste und andererseits große Teile der Uckermark und Vorpommerns somit abgeschnitten gewesen wären.

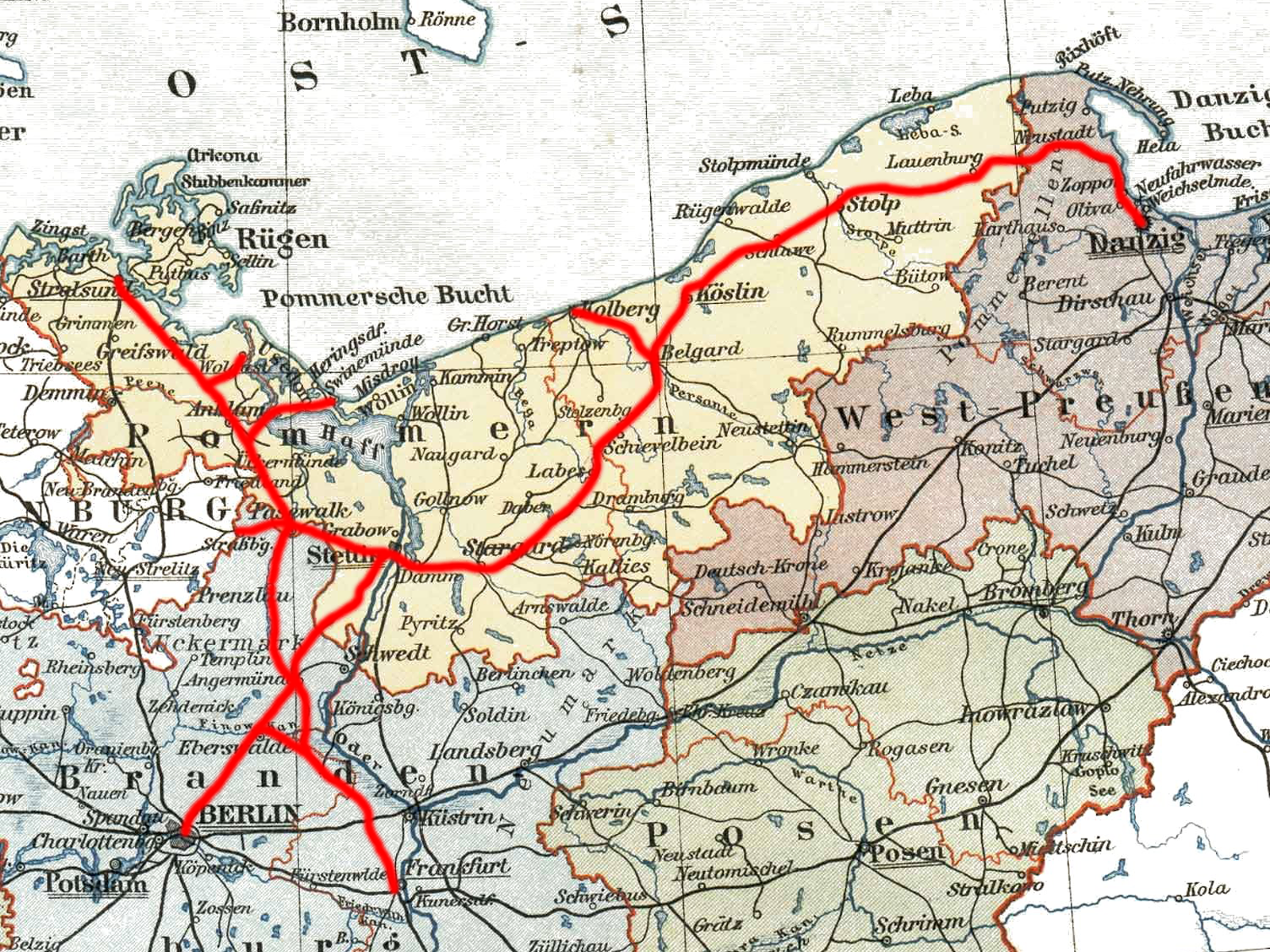
Streckennetz der Berlin-Stettiner Eisenbahn-Gesellschaft um 1879

Obwohl die Nordbahn, da durch dünner besiedeltes Gebiet führend, als Staatsbahn gebaut werden sollte, konzessionierte der preußische König Friedrich Wilhelm IV. diese am 18. Juni. Seine Minister, die den Bau einer Staatsbahn nicht unterstützten, bewegten das Staatsoberhaupt noch im selben Jahr zu einer Umentscheidung, bei der der König am 16. November 1853 den Bau von drei Strecken in Vorpommern, den Bahnen Passow–Greifswald, Züssow–Wolgast und Pasewalk–Stettin, zustimmte. Die Entscheidung zum Bau einer Verlängerung von Greifswald nach Stralsund sollte später folgen. Bau und Betriebsführung sollten bei allen drei Strecken durch die BStE erfolgen.
In den folgenden Jahren bis zum Baubeginn standen allerdings der Anfangs- und Endpunkt der Bahn noch nicht genau fest. Für den Beginn wurde zwischen Angermünde und Passow diskutiert, da der eine Ort näher an Berlin, der andere dafür näher an Stettin lag. Zwischenzeitlich kam sogar die Variante auf, die Bahn erst ab Pasewalk beginnen zu lassen und den Verkehr dafür über die Zweigbahn Pasewalk–Stettin zu führen. Letztendlich gab man Angermünde im Jahr 1860 den Vorzug.
Als Endpunkt stand zunächst Greifswald fest. Erst nach der Zustimmung des preußischen Kriegsministeriums – Stralsund war zu dem Zeitpunkt noch eine Festung – und der des vorpommerschen Communal-Landtags konnte die Bahn bis Stralsund fortgeführt werden.
Nachdem am 26. Februar 1861 der endgültige Vertrag unterzeichnet werden konnte, begannen ab dem 1. August 1861 an mehreren Stellen die eigentlichen Bauarbeiten. Vorarbeiten hatten zuvor bereits ab 1859 stattgefunden. Die Strecke sollte zunächst eingleisig verlaufen, das Planum für ein zweites Gleis wurde allerdings mit vorbereitet. Parallel zur Strecke wurden pro Meile (7532 Meter) acht optische Telegrafen sowie eine durchgehende doppelte Telegrafenleitung angebracht. Die Bahnhöfe erhielten je nach Verkehrsaufkommen ein Empfangsgebäude im Stil des Klassizismus sowie bei Bedarf auch Wagenschuppen. Da das Rangieren teilweise auch mit Pferden erfolgte, besaßen einige dieser Wagenhallen auch eigene Ställe. An den größeren Bahnhöfen in Prenzlau und Pasewalk wurden zusätzlich Lokschuppen eingerichtet und in Anklam und Greifswald Gleisanschlüsse zu den Häfen hergestellt.
Der Bau der Strecke als solche erwies sich größtenteils unkompliziert. Die Trasse führte vor allem durch flaches Gelände. Jedoch mussten einige Moor- und Torflinsen trockengelegt werden, um ein Absinken der Gleise zu verhindern. Als größte technische Hürde stellte sich der Bau der Flussquerungen über die Ucker nördlich von Prenzlau, die Zarow bei Ferdinandshof, die Peene in Anklam sowie den Ryck in Greifswald dar. Für die letzten beiden kamen Drehbrücken zum Einsatz, um den Schifffahrtsverkehr auf den Flüssen nicht zu behindern. Der Bau dieser Brücken verzögerte jedoch den geplanten Eröffnungstermin, so dass zunächst nur der Abschnitt Angermünde–Anklam am 16. März 1863 eröffnet wurde. Hinzu kam, dass der preußische Handelsminister von Itzenplitz den Bau der Strecke Greifswald–Stralsund vorübergehend einstellen ließ, da die genaue Lage des Bahnhofs Stralsund nicht geklärt werden konnte. Nach Festlegung, dass dieser in der Tribseer Vorstadt westlich der Altstadt errichtet werden sollte, gingen die Arbeiten weiter.
Der erste Sonderzug mit dem preußischen König Wilhelm I. verkehrte am 26. Oktober 1863, der offizielle Personen- und Güterverkehr wurde am 1. November 1863 aufgenommen. Gleichzeitig ging auch die Nebenbahn von Züssow nach Wolgast in Betrieb. Dafür wurde der Postkutschenverkehr parallel zur Bahn eingestellt.

### Anfänge unter der BStE und den Preußischen Staatsbahnen

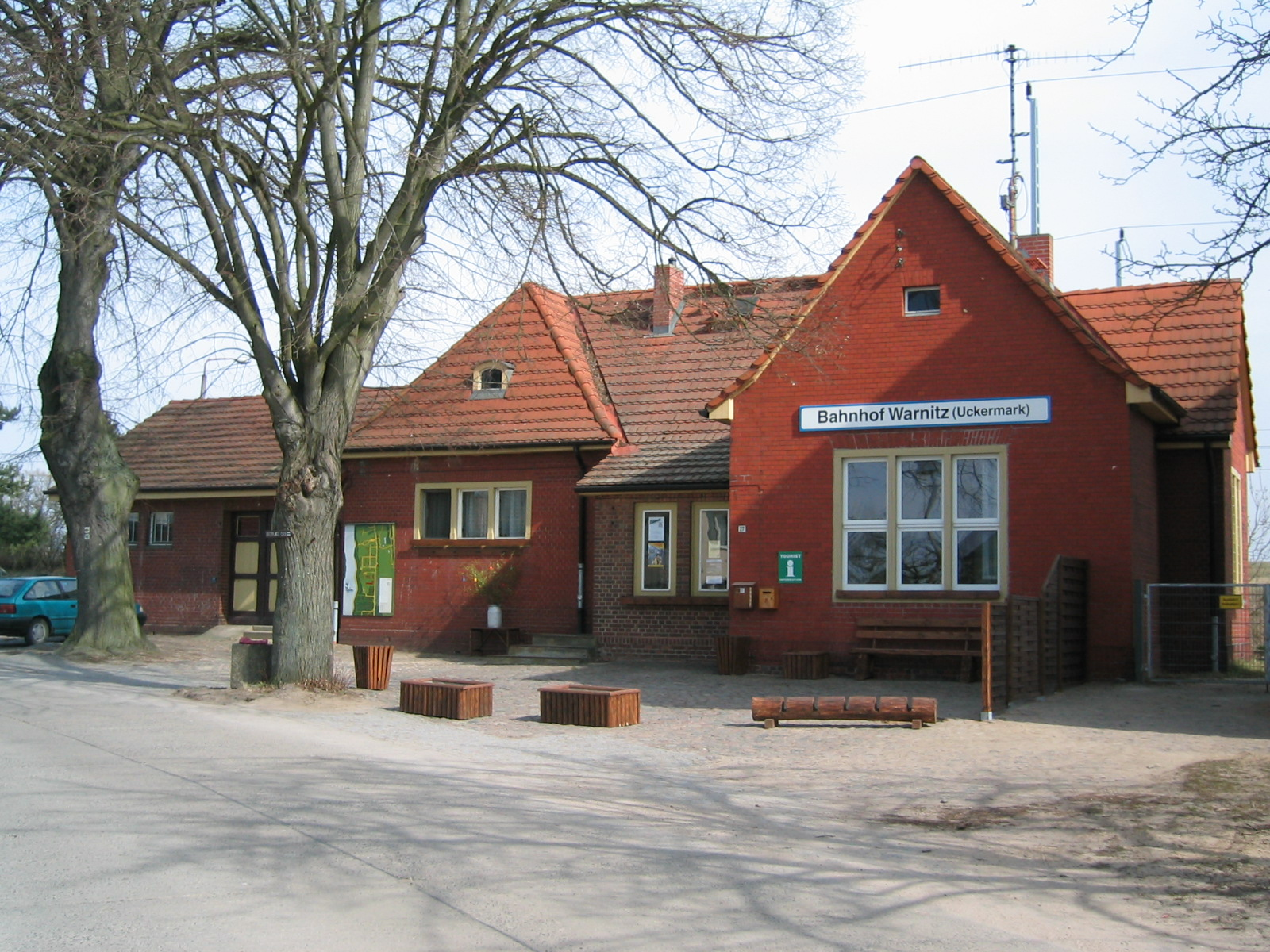
Empfangsgebäude des Bahnhofs Warnitz (Uckermark)

In den ersten Jahren verkehrten auf der Bahn täglich sieben Zugpaare zwischen Berlin, Angermünde und Stralsund. Davon waren vier reine Personenzugpaare, eines ein reines Güterzugpaar sowie zwei gemischte Zugpaare. Die vorgesehene Höchstgeschwindigkeit betrug bei Schnellzügen 75 km/h, bei Personenzügen 56 km/h und bei Güterzügen 35 km/h; die Fahrzeit betrug etwa vier Stunden.
Die Züge verkehrten in den Anfangsjahren zunächst zusammen mit den Stettiner Zügen und wurden in Angermünde geflügelt. Da der Personenverkehr stärker zunahm, als zunächst erwartet, richtete die BStE bereits wenige Jahre später eigene Zugpaare ein. Durch die 1876 eröffnete Strecke Ducherow–Swinemünde, die eine durchgehende Verbindung nach Usedom ermöglichte, sowie der Strecke Altefähr–Bergen – einschließlich eines Trajektverkehrs zwischen Stralsund und Altefähr – im Jahr 1883 stiegen die Zahlen nochmals an. 1891 wurde letztere nach Sassnitz verlängert, von wo es ab 1897 mit einer Postdampferlinie in Richtung Trelleborg weiter ging. Aus dieser ging im Jahr 1909 der als „Königslinie“ bezeichnete Trajektverkehr zwischen beiden Häfen hervor. Gleichzeitig mit Einrichtung der Eisenbahnfähre wurde auch ein Nachtzugpaar zwischen Berlin und Stockholm eingerichtet.
Die gesamte Strecke wurde bis 1879 von der BStE betrieben, aus der nach ihrer Verstaatlichung die Königliche Direktion der Berlin-Stettiner Eisenbahn der Preußischen Staatsbahnen hervorging. Ab 1895 wurde daraus die Königliche Eisenbahn-Direktion Stettin (KED Stettin).
Da der Zustand der Strecke den Anforderungen des immer weiter steigenden Verkehrs nicht mehr gerecht wurde, erfolgte 1905 der Umbau des Stralsunder Bahnhofs sowie in den Jahren 1907 und 1908 der zweigleisige Ausbau der Strecke.
Parallel dazu nahm der Güterverkehr durch die Anlage zahlreicher Feld- und Kleinbahnen, wie beispielsweise der Mecklenburg-Pommerschen Schmalspurbahn, zu. Hauptgüter waren vor allem landwirtschaftliche Erzeugnisse wie Kartoffeln, Zuckerrüben oder Getreide.

### Zwischenkriegszeit

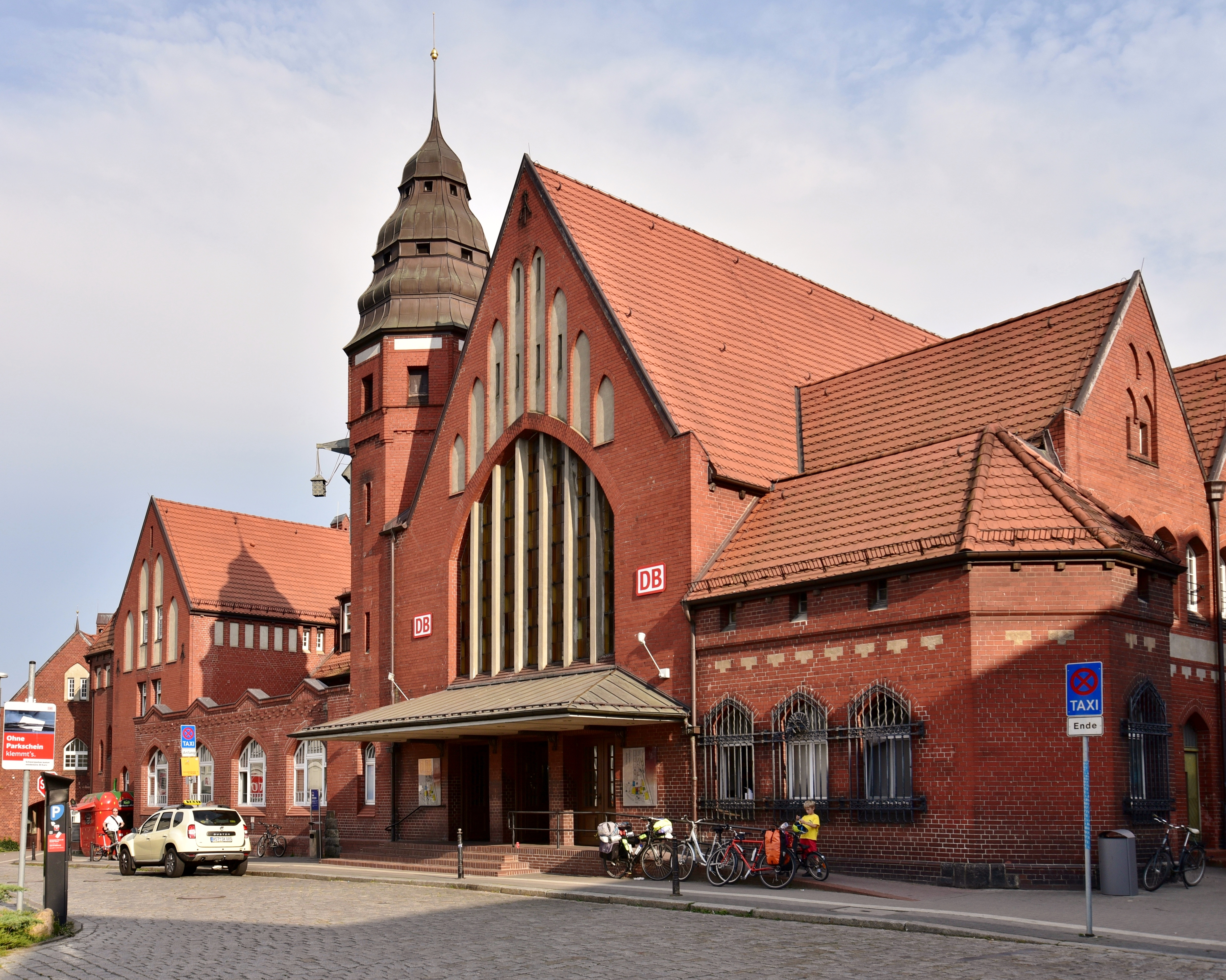
Empfangsgebäude des Stralsunder Hauptbahnhofs

Ab 1920 wurden die einzelnen Länderbahnen in der neu gegründeten Deutschen Reichsbahn zusammengefasst. Damit war zum einen die Umbenennung der KED Stettin in Reichsbahndirektion Stettin (RBD Stettin) als auch die zukünftige Vereinheitlichung und Modernisierung des Fuhrparks verbunden. Dennoch kamen in den folgenden knappen 20 Jahren fast ausschließlich Länderbahnloks zum Einsatz. Für den Einsatz vor Schnellzügen wurden meist Dampflokomotiven der Baureihe 38, seltener auch der Baureihe 17 eingesetzt. Personenzüge wurden meist von den älteren Lokomotiven der Baureihen 74 und 78 sowie teilweise auch von den Einheitsdampflokomotiven der Baureihe 64 gezogen. Im Güterverkehr prägten die Baureihen 55 und 57 das Erscheinungsbild, bevor sie in den 1940er Jahren durch die Baureihen 50 und 52 abgelöst wurden.
Der Bau des Rügendamms 1936 hatte entlang der Strecke einige Um- und Ausbauten mit sich gebracht. So entstand in Stralsund ein neues Stellwerk, die Gleisanlagen des Stralsunder Güterbahnhofs wurden erweitert und eine eingleisige Verbindungskurve, die sogenannte „Berliner Kurve“, zwischen der Rügenstrecke und der Angermünde-Stralsunder Bahn errichtet, mit der das Kopfmachen in Stralsund – vor allem für die Güterzüge – entfallen konnte. Gleichzeitig wurde die gesamte Strecke ertüchtigt und für eine höhere Streckengeschwindigkeit ausgelegt. Lag die Höchstgeschwindigkeit auf der gesamten Strecke vorher bei 100 km/h, konnte der Abschnitt Angermünde–Ducherow (und darüber hinaus bis Heringsdorf) seither mit 120 km/h, der Abschnitt Ducherow–Stralsund mit 110 km/h befahren werden.
Durch die Erhöhung der Streckengeschwindigkeit verkürzte sich die Fahrzeit weiter. Die Relation Berlin–Stralsund wurde 1939 mit dem schnellsten Zug in etwa drei Stunden und zehn Minuten bewältigt – ein Regional-Express brauchte im Jahr 2007 etwa die gleiche Zeit. Dadurch stiegen wiederum die Fahrgastzahlen, so dass die Deutsche Reichsbahn das Angebot stetig erweitern musste. Den Vorkriegshöchststand erreichte die Auslastung im Jahr 1939 mit bis zu acht Personenzugpaaren täglich. Der Güterverkehr beschränkte sich wie die Jahre zuvor vor allem auf landwirtschaftliche Produkte, dazu kamen Fahrten für die Werften in Stralsund, Greifswald und Wolgast.

### Reichsbahnzeit nach 1945
Im Laufe des Zweiten Weltkrieges wurde die Strecke an mehreren Stellen beschädigt oder zerstört. So brannte das Bahnhofsgebäude in Prenzlau nach einem Bombenangriff aus, sowohl die Ucker-Brücke bei Nechlin als auch die Welse-Brücke bei Angermünde waren beschädigt. An vielen Stellen verhinderten Bombentrichter einen durchgehenden Betrieb. Allein in Anklam mussten drei Behelfsbrücken auf Grund der Trichter errichtet werden. Hinzu kamen die Zerstörung der Karniner Hubbrücke am Swinemünder Ast und die Beschädigung des Rügendamms. Die Engpässe wurden durch den von der SMAD veranlassten Abbau des zweiten Streckengleises sowie den Abtransport von Lokomotiven und Wagen als Reparationsleistung in die UdSSR in den Jahren 1947/1948 verschärft. Nach ersten Instandsetzungen konnten dennoch ab Juni 1945 die ersten Züge entlang der Strecke rollen. Ein durchgehender Verkehr zwischen Berlin, Angermünde und Stralsund war ab dem Ende des Jahres möglich.
1947 konnte der Rügendamm wieder befahren werden, so dass die Bedeutung der Strecke Stralsund–Angermünde als Teil einer Transitverbindung nach Schweden wieder zunahm. In den 1950er Jahren wurden weitere Voraussetzungen für einen steigenden Verkehr mit dem Neubau der Welse- und Uckerbrücke geschaffen.
Am 7. Oktober 1965 – dem Nationalfeiertag der DDR – stieß der internationale Fernverkehrszug D 24 Malmö – Berlin im Bahnhof Sandförde mit einem entgegen kommenden Personenzug zusammen, nachdem der Lokomotivführer des Schnellzugs nach einem „Halt“ ankündigenden Vorsignal viel zu spät gebremst und das Hauptsignal überfahren hatte. Da die Dampflokomotive des Personenzugs mit dem Tender voraus fuhr, wurden deren Lokomotivführer und Heizer bei dem Unfall von dem Tender zerquetscht. 30 Menschen wurden darüber hinaus verletzt, 16 davon schwer. Die Lokomotive des Schnellzuges 03 1078 wurde repariert und war dann 1977 in den Eisenbahnunfall von Lebus verwickelt, bei dem sie zerstört wurde. Der Unfall in Sandförde zog, da ein internationaler Zug beteiligt war und der Unfall am Nationalfeiertag geschah, umfangreiche Ermittlungen der Stasi nach sich.
In den 1960er und 1970er Jahren stiegen die Fahrgastzahlen, bedingt durch den Ferienverkehr zur Ostsee und dem Berufsverkehr zu den Städten, weiter an. Verzeichnete die Deutsche Reichsbahn im Jahr 1970 auf dem Abschnitt Pasewalk–Jatznick 56 und auf dem Abschnitt Anklam–Züssow 44 Reisezüge pro Tag, rechnete sie für das Jahr 1975 bereits mit 66 beziehungsweise 46 Zügen pro Tag. Zusammen mit den Güterzügen, die nun vor allem Produkte aus der Metall- und Erdölindustrie transportierten, war die Auslastung der eingleisigen Strecke nahezu erschöpft. Der Wiederaufbau des zweiten Gleises wurde also zur unabdingbaren Voraussetzung für die weitere Entwicklung der Strecke.
1973 begann daher die Deutsche Reichsbahn, die gesamte Strecke Bernau–Angermünde–Stralsund nebst dem Abschnitt Angermünde–Passow (an der Strecke nach Szczecin) und der Verbindungskurve zwischen den beiden Bahnen bei Angermünde (wieder) zweigleisig auszubauen. Zusätzlich wurde das bereits bestehende Streckengleis erneuert und in Prenzlau ein neues Gleisbildstellwerk in Betrieb genommen. Zwischen 1973 und 1978 wurde abschnittsweise der zweigleisige Betrieb aufgenommen, lediglich ein kurzer Abschnitt vor Angermünde konnte erst 1987 fertiggestellt werden. Einhergehend mit dem zweigleisigen Ausbau wurde in den 1970er Jahren die zulässige Achslast der Strecke von 18 auf 20 Tonnen erhöht. Dies war vor allem für den schweren Güterverkehr zum Petrolchemischen Kombinat Schwedt sowie wenige Jahre darauf zum Saßnitzer Fährhafen Mukran nötig.
Wenige Jahre nach Fertigstellung des zweiten Gleises wurde der Neubau eines Fährhafens im Saßnitzer Ortsteil Mukran beschlossen, der ursprünglich ausschließlich für die Abwicklung des Güterverkehrs mit der Sowjetunion unter Umgehung Polens vorgesehen war. Damit war abzusehen, dass der Verkehr auf der Angermünde-Stralsunder Bahn von und nach Berlin weiter steigen würde. Um die Durchlassfähigkeit der Verbindung zu steigern, wurde die Bahn in das Elektrifizierungsprogramm der DR einbezogen. Vorgesehen war die durchgehende Elektrifizierung der Verbindung Berlin–Saßnitz einschließlich der Strecken Angermünde–Stendell und Züssow–Wolgast Hafen mit einer Gesamtlänge von rund 340 Kilometern. Neben der Ziegelgrabenbrücke – der Klappbrücke des Rügendamms – wurde für die ähnlich konstruierte Peenebrücke in Anklam eine Sonderkonstruktion vorgesehen. Bei aufgeklappter Brücke wird die Fahrleitung um 70 Grad nach außen gedreht, so dass der Stromfluss nicht unterbrochen wird. Zwischen 1988 und 1989 ging die elektrifizierte Strecke abschnittsweise in Betrieb:
- 06. März 1988: Angermünde–Prenzlau (37,6 km)
- 28. Mai 1988: Prenzlau–Pasewalk (24,0 km)
- 24. September 1988: Pasewalk–Züssow (59,6 km)
- 09. September 1988: Züssow–Greifswald (17,3 km)
- 17. Dezember 1988: Greifswald–Stralsund (31,2 km)

Während der durch die Elektrifizierungsarbeiten bedingten Sperrung eines der beiden Gleise geschah am 26. April 1988 der Eisenbahnunfall von Ferdinandshof, bei dem zwei vollbesetzte Schnellzüge frontal zusammenstießen. Es gab zwei Todesopfer und 32 Verletzte unter den Reisenden.

### Nach der Wende und Zukunft

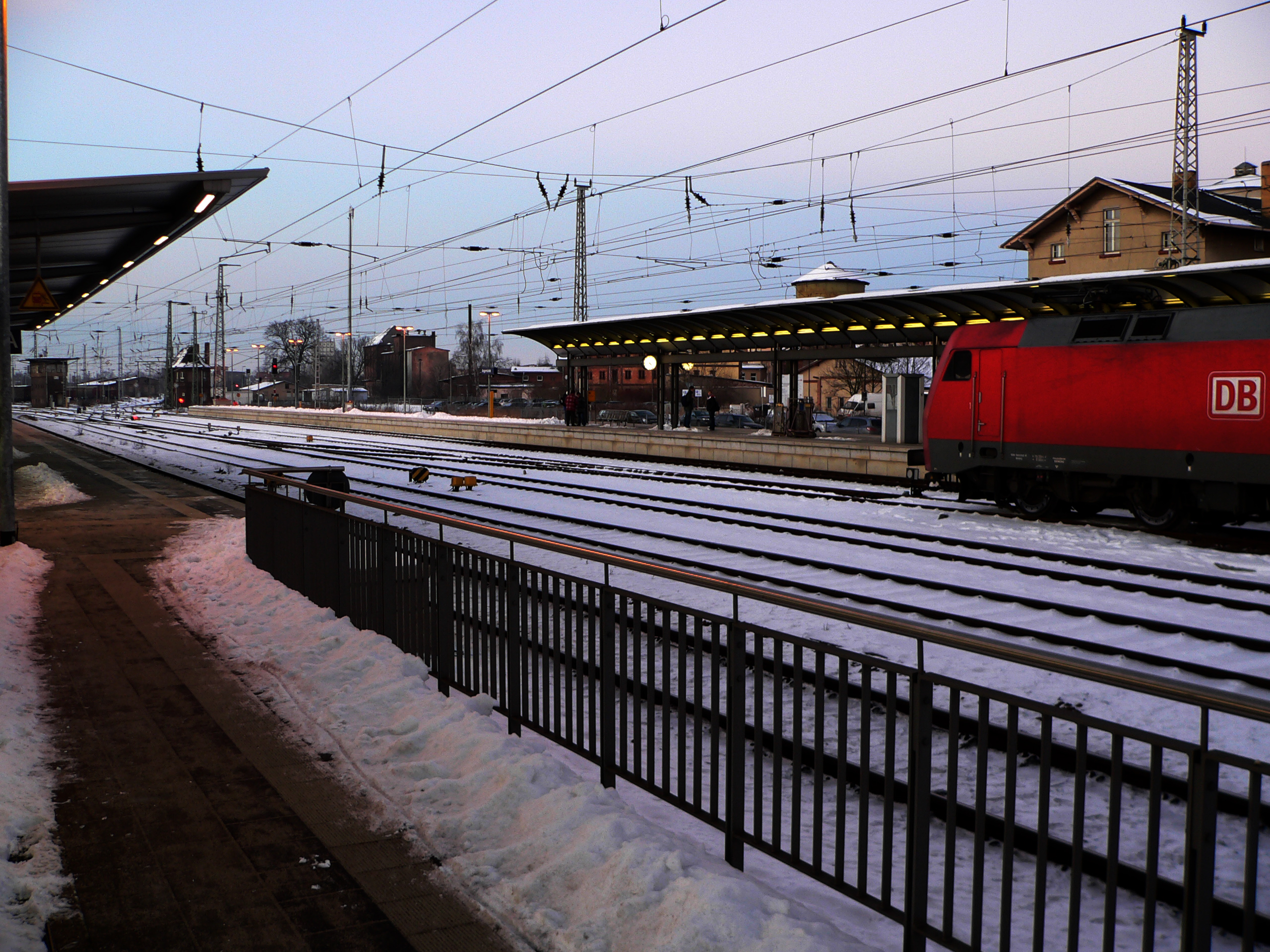
Bahnhof Angermünde

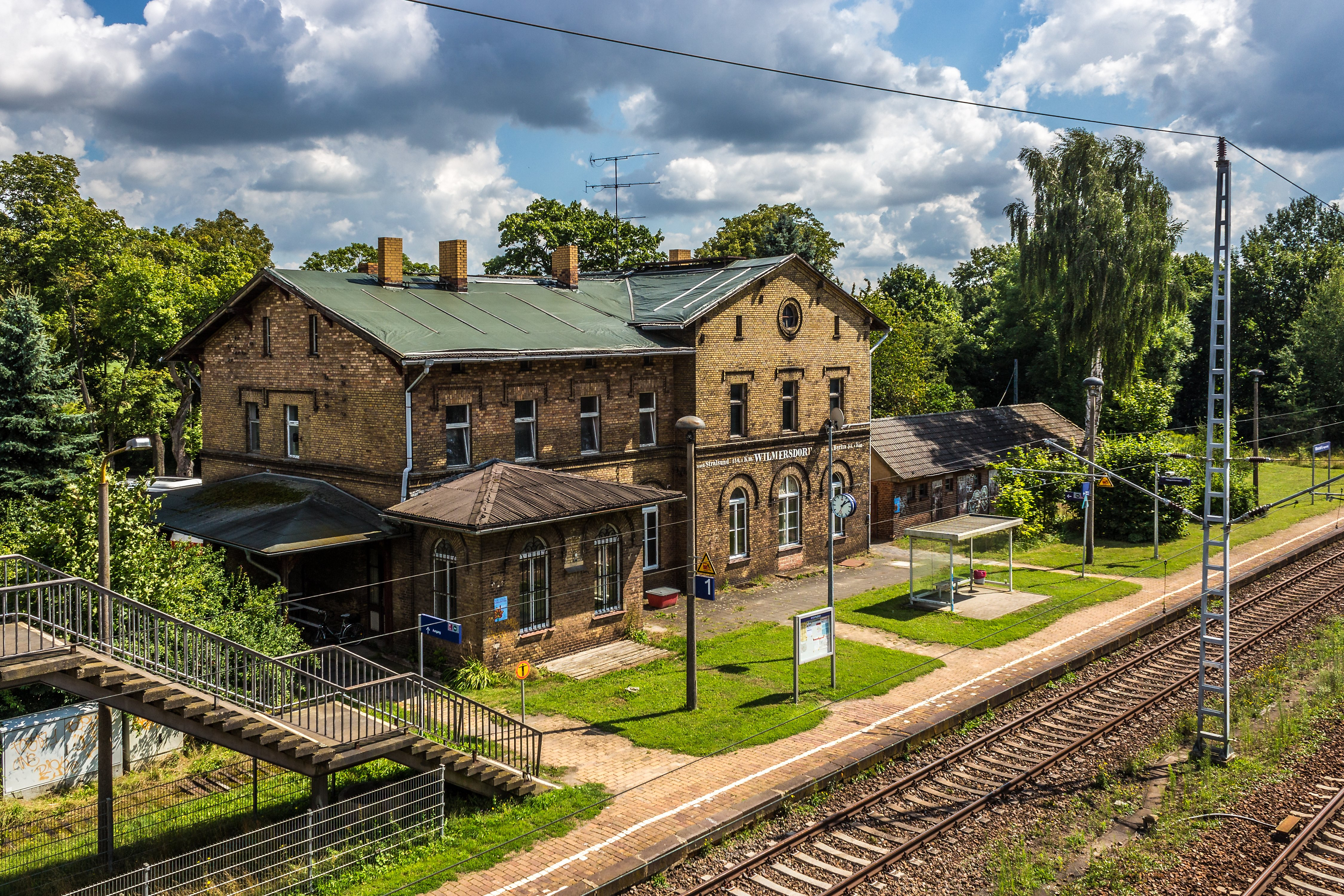
Wilmersdorf – denkmalgeschützter Bahnhof

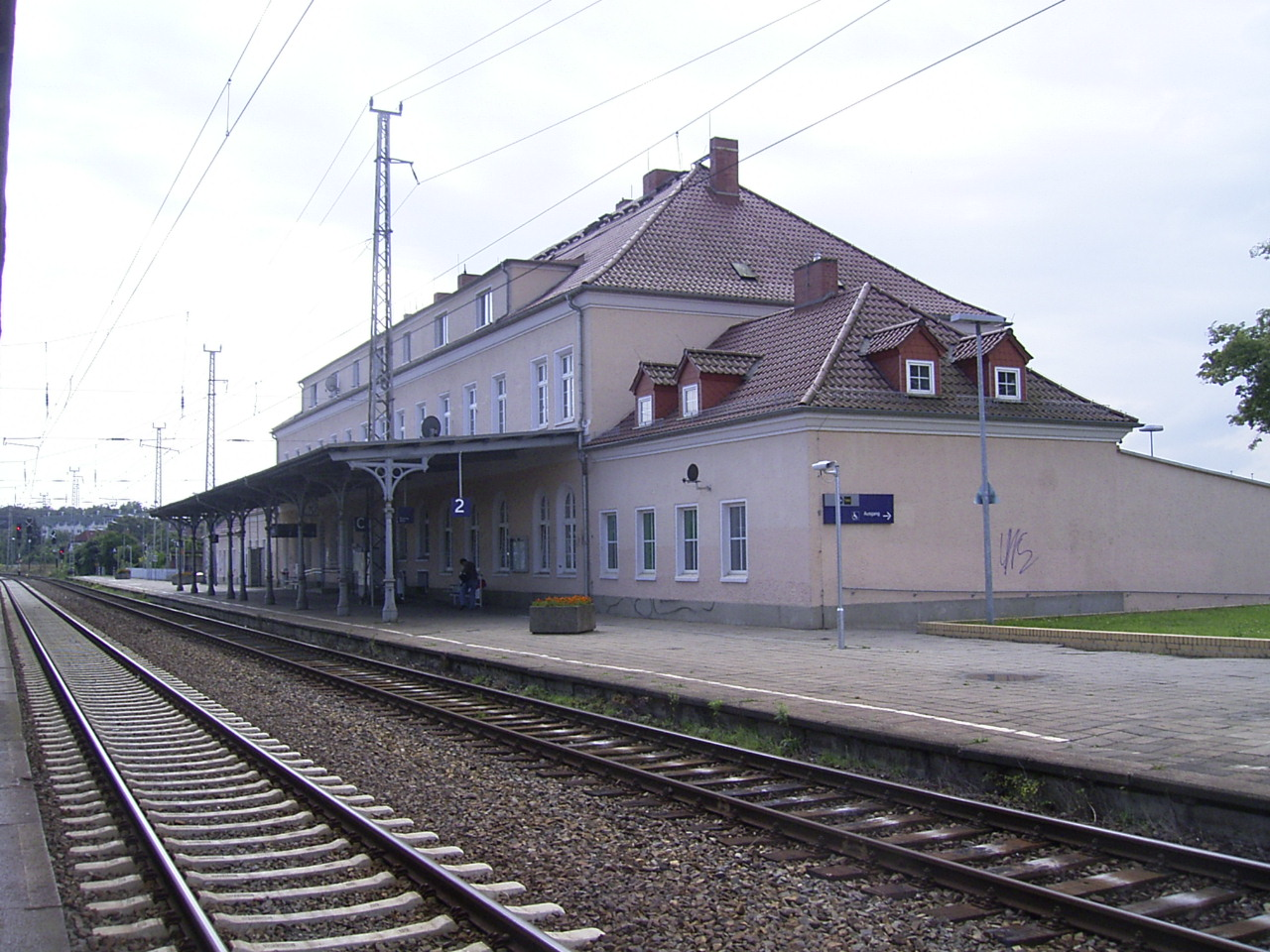
Gleisseite des Prenzlauer Bahnhofs, 2007

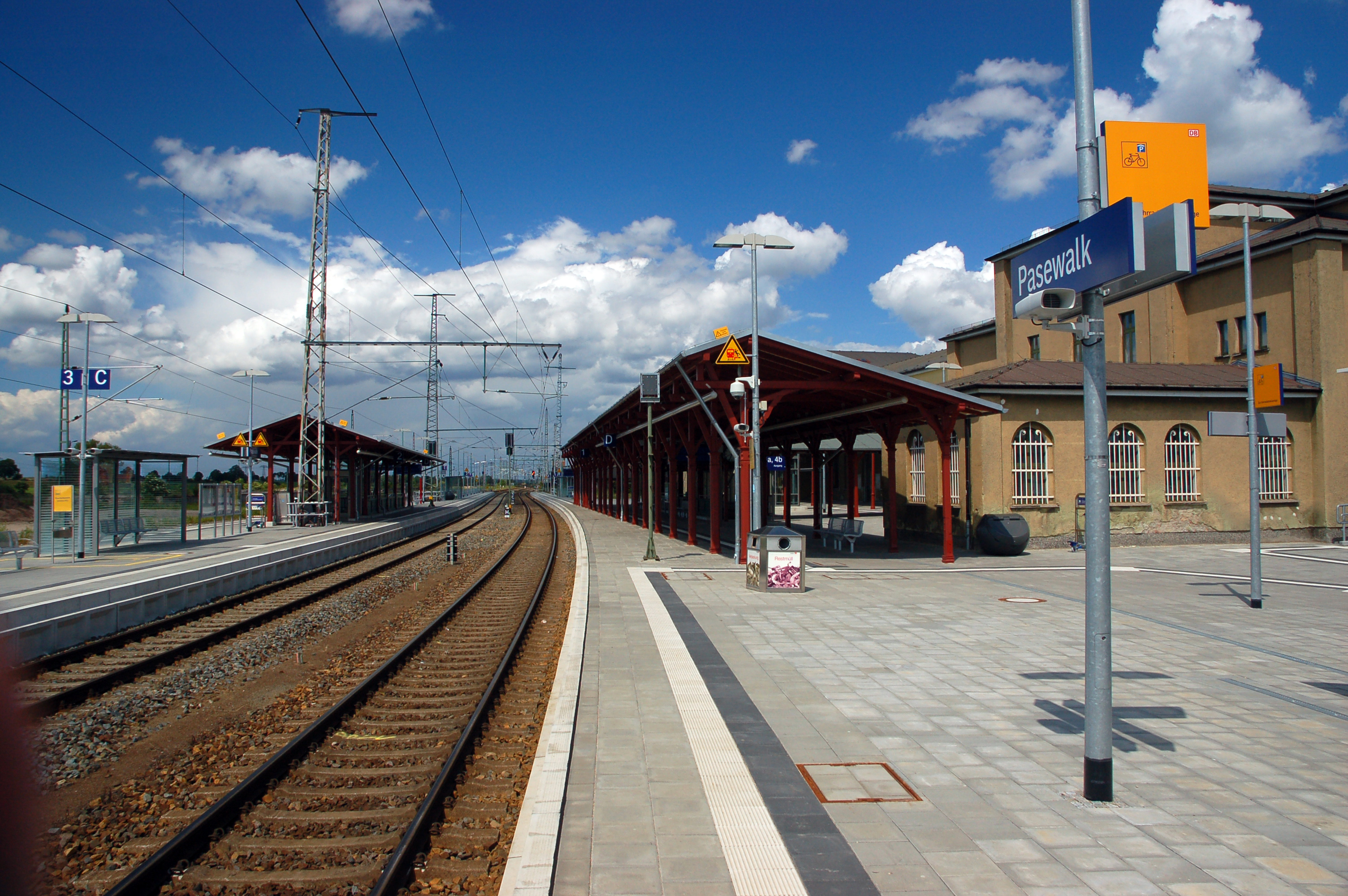
Bahnhof Pasewalk, 2009

Kurz nach der politischen Wende in der DDR 1989/1990 nahm sowohl der Personen- als auch der Güterverkehr spürbar ab, da diese sich nun weitestgehend auf die Straße verlagerten. 1990/1991 wurde die Strecke mit punktförmiger Zugbeeinflussung (INDUSI) ausgerüstet. Am 1. Januar 1994 ging die Deutsche Reichsbahn in der Deutschen Bahn AG (DB) auf.
Die gesunkenen Fahrgastzahlen nahm die DB schon bald zum Anlass, die nur noch wenig frequentierten Halte in Greiffenberg, Quast und Dauer zum Fahrplanwechsel 1995 und den Bahnhof Borkenfriede zum Fahrplanwechsel 1997 zu schließen. Der ebenfalls 1995 geschlossene Halt in Wilmersdorf wurde dagegen 1996 wieder geöffnet.
Im überregionalen Güterverkehr der Relation Großraum Berlin–Fährhafen Sassnitz-Mukran nahm die Zahl der Züge in den 1990er Jahren aufgrund veränderter Warenströme weiter ab, da seither viele Züge von und zu den Häfen in Rostock und Hamburg verkehren. Der zurückgegangene regionale Güterverkehr wurde durch die DB Cargo ab Mitte der 1990er Jahre aus wirtschaftlichen Gründen unter anderem durch das Programm MORA C weiter eingeschränkt.
Seit Beginn der 2000er Jahre verkehren zusätzlich zur Regional-Express-Linie RE 3 der DB auch die Züge der Usedomer Bäderbahn (Züssow–Stralsund) sowie die der Ostseeland-Verkehr (Pasewalk–Jatznick; seit dem 15. Dezember 2013 durch DB Regio Nordost betrieben). Auf den beiden Abschnitten wird annähernd ein 60-Minuten-Takt angeboten, die übrigen Abschnitte werden alle 120 Minuten bedient.
Im Jahr 2001 wurde die Kuppelstelle Guest durch einen Autotransformator ersetzt. Somit war die Strecke Stralsund–Prenzlau die erste Bahnstrecke in Deutschland, die mit einem Autotransformatorsystem betrieben wird.
Ab dem Fahrplanwechsel 2002 verkehrte im Fernverkehr neben den bestehenden IC-Linien auch die InterConnex-Linie 2 zwischen Stralsund und Zittau über Berlin, nach mehrmaliger Linienänderung zwischen Stralsund und Dresden. Die Verbindung wurde zum Fahrplanwechsel 2006 wegen Unrentabilität wieder eingestellt.
Am 27. Juli 2017 wurde im Wald nördlich von Wilmersdorf der Unterbau durch Regen weggespült. Die Strecke zwischen Wilmersdorf und Prenzlau konnte bis zum 9. Februar 2018 nur eingleisig und im betroffenen Bereich mit niedriger Geschwindigkeit befahren werden.
Die gesamte Hauptbahn Berlin–Angermünde–Stralsund–Sassnitz wurde 2003 in den Bundesverkehrswegeplan aufgenommen. Dieser sah den Ausbau der Strecke für 160 km/h (statt 120 km/h) bis zum Jahr 2015 vor. Die Fahrzeit eines Regional-Expresses von drei Stunden und zehn Minuten sollte sich damit um bis zu 45 Minuten reduzieren. Geplant waren Investitionskosten in Höhe von etwa 200 Millionen Euro. Damit verbunden war auch eine Erneuerung der Peenebrücke in Anklam, bei der die alte Rollklappbrücke 2011–2013 durch zwei Klappbrücken mit einer Stützweite von je 32 Metern ersetzt wurde. Nach einer Überprüfung der Wirtschaftlichkeit wurde der Ausbau auch im Bundesverkehrswegeplan 2030 in den Vordringlichen Bedarf aufgenommen.
Auch wenn der Oberbau der Strecke für 160 km/h ausgebaut ist, lassen die bestehenden Zugsicherungsanlagen bis zu deren Umbau nur eine Geschwindigkeit von 120 km/h zu.
Am 27. März 2019 informierte die DB AG auf einer Dialogveranstaltung in Prenzlau, dass der Zeitraum für die Ausbauplanung auf 160 km/h sieben Jahre beträgt. Der Termin für den Beginn der Planung war zu dem Zeitpunkt noch unbekannt.
Im Januar 2021 hat die Bundesregierung im Rahmen einer kleinen Anfrage darauf hingewiesen, dass man sowohl beim Schienenpersonenfernverkehr als auch beim Güterverkehr weiterhin auf die Strecke Berlin–Angermünde–Stralsund setze. Ende August 2023 stellte der Ostbeauftragte der Bundesregierung, Carsten Schneider (SPD), den Ausbau des Hafens Mukran und den Ausbau der Bahninfrastruktur in Vorpommern auf der Schienenstrecke in Aussicht.
Einen Tag vor der entscheidenden Sitzung des Bundestages zur Aufnahme des Hafens Sassnitz in das LNG-Beschleunigungsgesetz versprach Bundeswirtschaftsminister Robert Habeck Fördermittel in Höhe von 500 Millionen Euro vom Bund für den Ausbau der Strecke Berlin–Pasewalk–Binz. Anfang September 2024 schrieben die Stadtoberhäupter von Anklam (Michael Galander, IfA), Stralsund (Alexander Badrow, CDU), Greifswald (Stefan Fassbinder, Die Grünen) und Pasewalk (Danny Rodewald, parteilos) einen Brandbrief an Bundeskanzler Olaf Scholz (SPD). Sie fürchten, dass die versprochene „Vorpommern-Magistrale“ eine Unwahrheit war.

## Betriebsstellen
Der Bahnhof Angermünde ging bereits am 15. November 1842 in Betrieb und entwickelte sich zu einem Knotenpunkt. Heute befindet er sich noch an den Strecken nach Szczecin (Stettin), nach Stralsund und nach Schwedt. Die Strecke nach Bad Freienwalde ist mittlerweile stillgelegt. Zudem ist Angermünde auch Fernverkehrshalt.
Mit der Aufnahme des Verkehrs zwischen Angermünde und Stralsund gingen in Brandenburg die Bahnhöfe und Haltepunkte Greiffenberg, Wilmersdorf, Seehausen und Nechlin in Betrieb. Der Bahnhof Dauer kam 1881 hinzu. Am 25. Januar 1894 wurde in Warnitz der Bahnhof eröffnet. Der Haltepunkt Quast ging am 13. Juli 1930 in Betrieb. Dessen Bedienung wurde allerdings kurz nach dem Zweiten Weltkrieg wieder eingestellt und in den 1970er Jahren wiederaufgenommen, doch am 27. Mai 1995 wieder geschlossen. Dies betraf auch Dauer und Greiffenberg.
Der Haltepunkt Groß Kiesow erhielt 2018 neue, barrierefreie Bahnsteige mit einer Höhe von 55 Zentimetern.

## Heutiger Zugverkehr

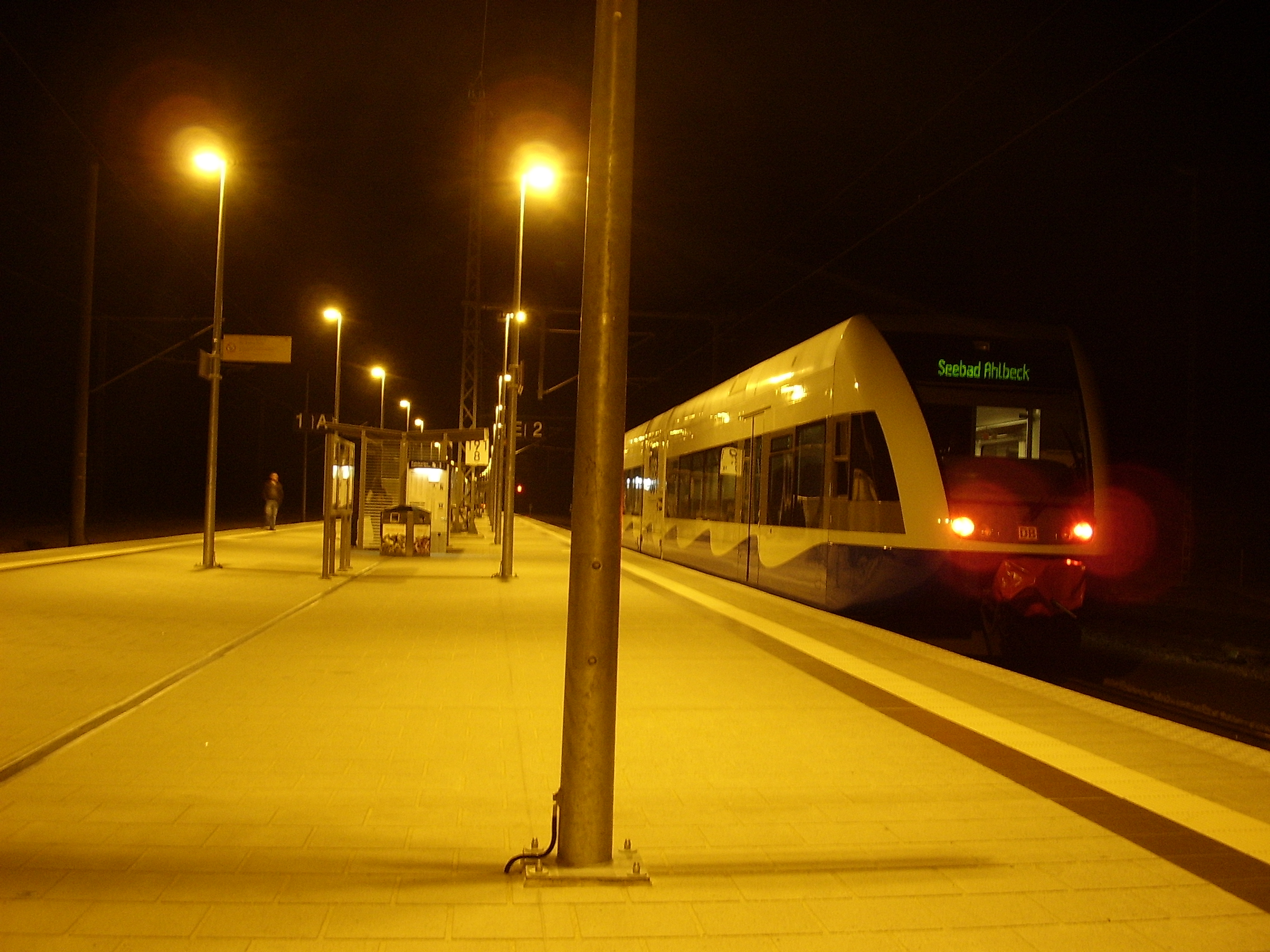
Bahnhof Züssow nachts mit einem Zug der UBB nach Ahlbeck Grenze

Im Regionalverkehr wird die Bahn auf kompletter Länge von der Linie RE 3 der DB Regio Nordost bedient, die über das südliche Ende der Strecke hinaus weiter über Berlin nach Lutherstadt Wittenberg verkehrt. Zwischen Stralsund und Pasewalk verkehrt zweistündlich die Linie RE 10 der Ostdeutschen Eisenbahn (ODEG).
Seit Einrichtung dieser Linie 2019 entfällt zwischen Stralsund und Züssow die Linie der DB Regio Nordost, bis 2017 der UBB, von Stralsund über Züssow nach Swinemünde (Polen). Zudem fahren Züge der Linie RE 7 der  DB Regio Nordost auf der Relation von Stralsund nach Greifswald. Zwischen Pasewalk und Jatznick benutzt auch die Linie RE 4 der DB Regio Nordost, bis 2013 der OLA, von Pasewalk über Jatznick nach Ueckermünde die Strecke.
Die EC-Linie 27 zwischen Binz und Brno/Wien sowie die IC-Linie 50 zwischen Binz und Frankfurt (Main)/Karlsruhe befahren die Bahn auf kompletter Länge. Zwei IC-Zugpaare der Linie 32 verkehren freitags bis sonntags in den Sommermonaten zusätzlich zwischen Heringsdorf/Binz und Köln (über Hannover). Hinzu kommt noch ein montags bis freitags verkehrender IC der Linie 30 von Stuttgart über Köln, Hamburg und Rostock nach Greifswald. Dieser Zug nutzt dabei den Abschnitt Stralsund–Greifswald. Die Fernverkehrshalte befinden sich in Stralsund, Greifswald, Züssow, Anklam, Pasewalk, Prenzlau und Angermünde. Seit dem 28. März 2011 fährt montags bis freitags in Tagesrandlage ein ICE-Zugpaar zwischen Stralsund und München.
Zum Fahrplanwechsel am 13. Dezember 2015 wurde das gesamte Fernverkehrsangebot auf der Strecke geändert, beispielsweise entfiel das EC-Zugpaar, welches man durch zusätzliche ICE-Verbindungen ersetzte.
Überregionaler Güterverkehr zum und vom Seehafen Stralsund bzw. Fährhafen Sassnitz-Mukran befährt die Strecke vor allem nachts. Regional werden die Stationen Miltzow und Pasewalk (einschließlich Drögeheide) 2023 ein- bis dreimal wöchentlich planmäßig durch DB Cargo im Wagenladungsverkehr bedient. Nach Bedarf verkehren zudem Ganzzüge von DB Cargo oder anderen EVU von und nach Greifswald Hafen (v. a. Öl), Lubmin, Vierow Hafen (v. a. Getreide), Anklam Hafen (v. a. Holz, Baumaterial), Anklam (Zucker), Torgelow (Holz) und Prenzlau (v. a. Baustoffe).

## Fahrzeugeinsatz
Im Laufe der Jahre kamen auf dieser Flachlandstrecke und ihren Nebenstrecken unterschiedliche Generationen von Lokomotiven und später auch Triebwagen zum Einsatz. Ab 1863 waren es zunächst 1A1-Lokomotiven im Personen- sowie B- beziehungsweise B1-Lokomotiven im Güterverkehr. Bei den Personenzugloks reichte in der Regel eine gekuppelte Achse aus, da die Züge verhältnismäßig wenig Masse mit hoher Geschwindigkeit befördern sollten; bei den Güterzuglokomotiven zählte dagegen die Zugkraft, weswegen diese meist mehrere kleinere Triebräder aufweisen. Benannt wurden die Lokomotiven zunächst nach den anliegenden Städten (Personenverkehr) oder aber nach germanischen Gottheiten (Güterverkehr), bevor ab den 1880er-Jahren Nummernsysteme zur Kennzeichnung der Fahrzeuge eingeführt wurden. Die Fahrzeuge der ersten Generation wurden meist von Borsig in Berlin und Vulcan in Stettin gebaut, zwischenzeitlich auch von der Maschinenfabrik Wöhlert, ebenfalls aus Berlin.
Nach der Verstaatlichung der BStE im Jahr 1880 kamen lange Zeit die preußischen Einheitslokomotiven vom Typ P 2 (Personenverkehr) beziehungsweise G 3 (Güterverkehr) zum Einsatz.
Diese wurden ab der Jahrhundertwende durch die neuen Baureihen T 12 ab 1905 und T 18 ab 1912 ergänzt beziehungsweise ersetzt. Hinzu kamen die in großer Stückzahl gebauten G 8 sowie deren weiter entwickelte Variante G 8.1. Wenige Jahre später waren auch die ersten Loks der Baureihe G 10 in den Betriebswerken entlang der Strecke beheimatet. Für den Eilzug- und Schnellzugverkehr kamen die preußischen Baureihen P 8 und S 10 zum Einsatz.
Nach dem Ersten Weltkrieg gingen die Länderbahnen zunächst in den Reichseisenbahnen und 1925 in der Deutschen Reichsbahn auf. Die Reichsbahn strebte mit ihrem Typenprogramm der Einheitsdampflokomotiven eine Reduzierung und Modernisierung der Lokomotivbaureihen an, konnte dies aber selbst auf den Hauptstrecken aus wirtschaftlichen Gründen nicht im gewünschten Maße umsetzen. So verkehrten auf der Angermünde-Stralsunder Bahn bis zum Zweiten Weltkrieg vorwiegend noch die Dampflokbaureihen aus Länderbahnzeiten. Lediglich die neuen Tenderlokomotiven der Einheitsbaureihe 64 kamen hier in geringer Stückzahl vor Personenzügen zum Einsatz. Daher prägten weiterhin die Lokomotiven der Baureihen 38 (ex preuß. P 8) und 17.10 (ex preuß, S. 10.1) das Bild im Personen- und Schnellzugverkehr. Erst ab den 1940er Jahren waren zunehmend auch Lokomotiven der Baureihen 50 und 52 anzutreffen.
Nach Kriegsende hielt sich der Einsatz von Dampflokomotiven auch im hochwertigen Schnellzugverkehr und im schweren Güterzugverkehr noch bis zum Ende der 1970er Jahre. Neben den bereits vorhandenen Reihen 38, 50 und 52 kamen ab den 1950er Jahren mit den Schnellzugdampflokomotiven der Baureihe 03.10 vor den Berliner Schnellzügen und mit den Güterzugdampflokomotiven der Baureihe 44 im Raum Pasewalk weitere Einheitslokomotiven zum Einsatz. Die rekonstruierten Lokomotiven der Baureihe 03.10 waren überwiegend im Bahnbetriebswerk Stralsund stationiert und dominierten viele Jahre lang den Schnellzug- und Eilzugverkehr von Berlin zu den Ostseestädten. Später verkehrten teilweise auch die schwereren Loks der Baureihe 01.5 des Bahnbetriebswerks Berlin Ostbahnhof vor Schnellzügen.
Mit der Traktionsumstellung auf Dieselbetrieb wurden die Dampflokomotiven von den Reihen 110, 120 und 132 abgelöst. Am 31. Mai 1980 verkehrte mit 03 1010 letztmals ein dampfgeführter Schnellzug zwischen Stralsund und Berlin. Einige Loks, darunter viele 52er, wurden dennoch weiterhin in den Betriebswerken als Heiz- und Reserveloks betriebsbereit gehalten.

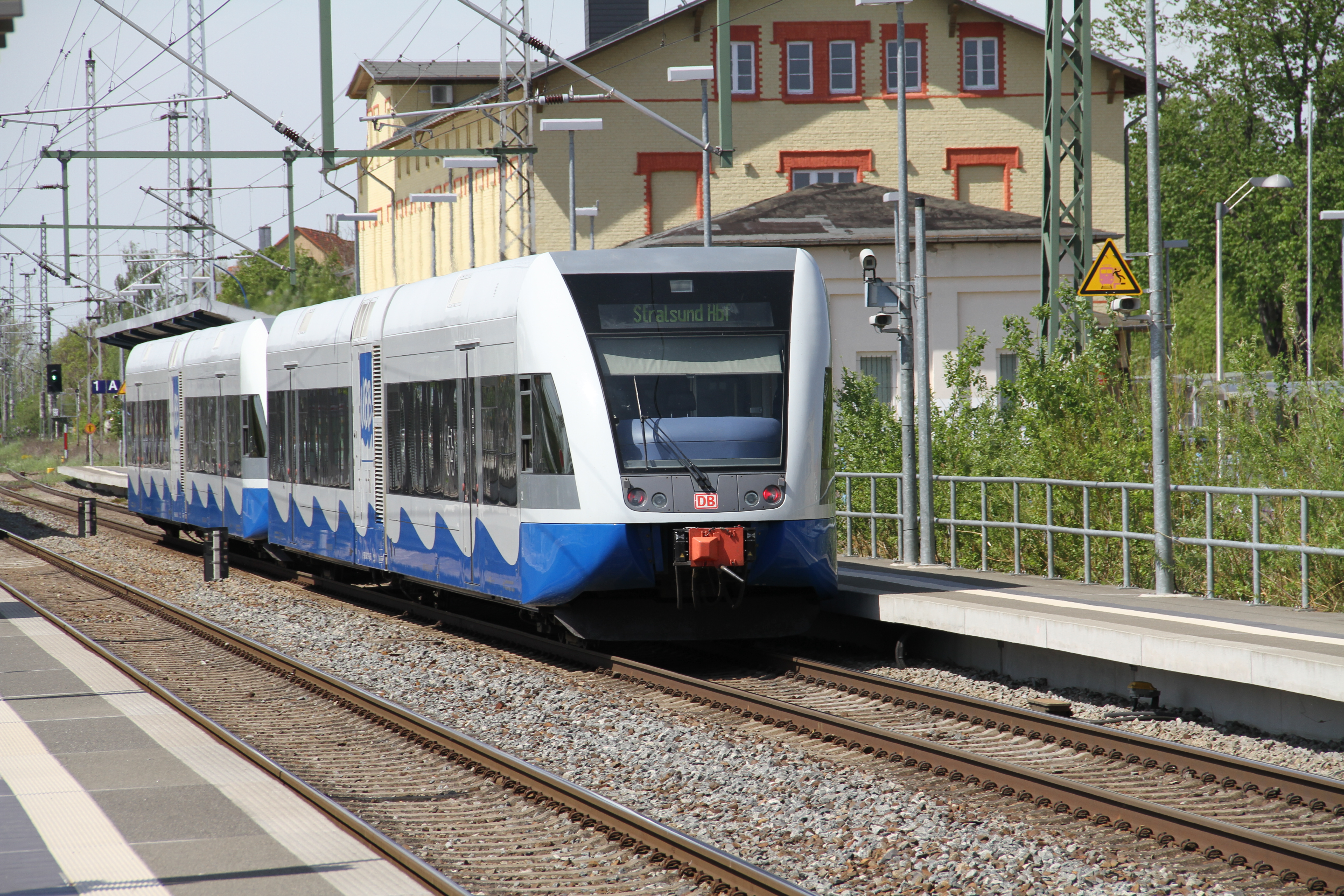
Stadler GTW der Usedomer Bäderbahn (UBB) im Bahnhof Greifswald

Mit der Elektrifizierung der Bahn in den späten 1980er Jahren wurden die Diesellokomotiven vor allem durch die Reihen 243 (heute 143) und 250 (heute 155) abgelöst. Die Baureihe 155 ist auch gegenwärtig im Güterverkehr im Einsatz. Die Baureihe 143 wurde mittlerweile durch die Varianten 112 und 114 ersetzt, teilweise verkehrt auf dem RE 3 die Baureihe 147. Die Regionalzüge verkehren in der Regel mit vier (im Sommer fünf) Doppelstockwagen. Der Fernverkehr wird hauptsächlich durch die Baureihe 101 bewältigt. Im ICE-Verkehr wird die Baureihe 411 und 401 eingesetzt. Das Tochterunternehmen UBB der DB, das die Bahn abschnittweise bedient, setzen Dieseltriebwagen des Typs Stadler GTW ein.

## Zwischenfälle
Am 26. April 1988 ereignete sich zwischen Ferdinandshof und Borckenfriede ein schwerer Unfall. Der Schnellzug Saalfeld – Stralsund stieß wegen Signal-Missachtung frontal mit dem entgegen kommenden Schnellzug Binz – Leipzig zusammen. Zwei Tote und 28 (nach anderen Quellen 32) Verletzte waren zu beklagen. Außerdem entstand erheblicher Sachschaden. Zum Unfall-Zeitpunkt bestand wegen der Elektrifizierungs-Arbeiten auf diesem Streckenabschnitt eingleisiger Betrieb.